# Victor Joseph Antoine Meunier
Pour les articles homonymes, voir Meunier.
Victor Joseph Antoine Meunier (23 avril 1848 à Chalamont-13 juillet 1916 à Paris) est un général français mort pour la France durant la Première Guerre mondiale.

## Biographie
Fils de notaire, Victor Meunier est né le 23 avril 1848 à Chalamont dans l'Ain ; il est diplômé de l'École polytechnique en 1867 et poursuit ses études, interrompues par la guerre de 1870, à l'école d'application d'artillerie et du génie à partir du 1er novembre 1867.
En 1881, il est nommé pour l'expédition de Tunisie. En 1890, il occupe un poste à l'ambassade de France en Allemagne. Il épouse en juin de cette année Marguerite Lacombe (1867-1947), sœur aînée de Marie-Aline, épouse du général Gabriel Putz (1859-1925).
Il commande le 3e corps d'armée à Rouen de 1909 à 1911. Rappelé pendant la Première Guerre mondiale, il est gouverneur de Lyon, 14e région militaire.
Il meurt le 13 juillet 1916 à son domicile, 10 avenue Matignon.

## Médailles et distinctions
- Chevalier de la Légion d'honneur (1882)
- Officier de la Légion d'honneur (1895)
- Commandeur de la Légion d'honneur (1909)
- Grand-officier de la Légion d'honneur (1913)
- Grand-croix de la Légion d'honneur (25.4.1916)[2]
- Nombreuses décorations étrangères